# Coenosia variegata
Coenosia variegata är en tvåvingeart som beskrevs av Shinonaga 2003. Coenosia variegata ingår i släktet Coenosia och familjen husflugor. Inga underarter finns listade i Catalogue of Life.